# Tymošenkova teorie ohybu nosníku
Tymošenkova teorie ohybu nosníku (přepisem z ruštiny Timošenkova teorie, též Bresseho-Tymošenkova teorie) je teorie umožňující přibližně popsat ohyb nosníku. Teorie vychází ze dvou předpokladů o deformaci nosníku:
- Příčné řezy nosníku, které byly před deformací nosníku kolmé na osu nosníku, zůstávají při deformování nosníku rovinné, ale ne nutně kolmé na osu nosníku.
- Rozměry příčných řezů nosníku se při deformaci nosníku nemění.

Na základě těchto předpokladů lze deformaci nosníku zcela popsat pomocí relativního posunutí a natočení průřezů nosníku. Od klasické Bernoulliho–Navierovy hypotézy ohybu nosníku se Tymošenkova teorie liší odstraněním předpokladu o zachování kolmosti průřezů nosníku na osu nosníku. Díky tomu poskytuje Tymošenkova teorie přesnější popis deformace a namáhání nosníku, což se projevuje především v případech, kdy příčné rozměry nosníku nejsou zanedbatelně malé vůči rozměru podélnému nebo když frekvence příčného kmitání nosníku je natolik vysoká, že příčné rozměry nosníku již nejsou zanedbatelně malé vůči délce příčné vlny. Nevýhodou Tymošenkovy teorie, oproti teorii Eulerově-Bernoulliho, je vyšší počet deformačních charakteristik a tím i komplikovanější charakter řešení.
Přesnější popis ohybu nosníku, než poskytuje Tymošenkova teorie, nabízí teorie ohybu nosníku s méně omezujícími předpoklady o deformaci nosníku, např. Levinsonova teorie či teorie Reddyho, popřípadě postupy založené na popisu deformace dvoj- či trojrozměrného kontinua. Ekvivalentem Tymošenkovy teorie pro popis ohybu desek je teorie Reissnerova-Mindlinova.
Teorie je pojmenována podle Stepana Prokopovyče Tymošenka, ukrajinského inženýra a profesora inženýrské mechaniky na Stanfordově univerzitě, který je autorem knihy Kurs teorii uprugosti: Steržni i plastinki z roku 1916, kde je tato teorie popsána.

## Rovinný ohyb
V případě, že se nosník prohýbá v jedné rovině a nedochází ke kroucení nosníku, což platí například u izotropního nosníku se symetrickým průřezem, který je vystavený zatížení působícímu v rovině symetrie, lze dle předpokladů teorie popsat posuv bodů nosníku pomocí vztahů
{\displaystyle u(x,z,t)=u_{0}(x,t)+z\varphi (x,t)}
{\displaystyle v(x,z,t)=0}
{\displaystyle w(x,z,t)=w(x,t)\,,}
kde {\displaystyle u} je posuv ve směru osy nosníku, {\displaystyle w} je průhyb nosníku a {\displaystyle v} je posuv ve směru kolmém na rovinu průhybu a osu nosníku, {\displaystyle u_{0}} je posuv ve směru osy nosníku na ose nosníku {\displaystyle x}, {\displaystyle z} je kolmá vzdálenost od osy nosníku měřená v rovině průhybu a {\displaystyle \varphi } je natočení průřezu nosníku kolem osy {\displaystyle y}.

### Řídicí diferenciální rovnice
Diferenciální rovnice popisující chování nosníku a správný tvar okrajových podmínek lze odvodit pomocí d'Alembertova principu pro deformovatelné těleso. Podle něj pro těleso bez jednostranných vazeb v kterémkoli okamžiku platí, že součet práce vnitřních sil, vnějších sil a práce setrvačných sil vykonané na jakémkoli geometricky přípustném poli posunutí, jež nezávisí na čase a vztahuje se ke stavu tělesa v daném okamžiku, se rovná nule:
{\displaystyle \delta W_{\mathrm {vnit{\check {r}}n{\acute {\imath }}} }+\delta W_{\mathrm {vn{\check {e}}j{\check {s}}{\acute {\imath }}} }+\delta W_{\mathrm {setrva{\check {c}}n{\acute {e}}} }=0\,,}
kde {\displaystyle W} označuje práci a {\displaystyle \delta } označuje variaci, tj. hodnotu související s jakoukoli geometricky přípustnou deformací nosníku, popsanou pomocí libovolných geometricky přípustných posuvů {\displaystyle \delta u_{0}} a {\displaystyle \delta w} a natočení {\displaystyle \delta \varphi }.

V případě nosníku se spojitým příčným zatížením platí (zatížení na konci nosníku nemění tvar výsledných diferenciálních rovnic)
| {\displaystyle \int \limits _{L}\int \limits _{A}\left(\sigma _{xx}\delta \varepsilon _{xx}+\tau _{xz}\delta \gamma _{xz}\right)\mathrm {d} A\mathrm {d} x~-\int \limits _{L}q\delta w~\mathrm {d} x~+\int \limits _{L}\int \limits _{A}\rho \left({\frac {{\partial }^{2}u}{\partial t^{2}}}\delta u+{\frac {{\partial }^{2}w}{\partial t^{2}}}\delta w\right)\mathrm {d} x=0\,,} | \| \| \| \| \| \| \| \| | (1) |
| |                         |     |
| |                         |     |

kde {\displaystyle \sigma _{xx}} je normálové napětí působící v průřezu nosníku, {\displaystyle \tau _{xz}} jsou smykové napětí působící v průřezu nosníku, {\displaystyle \varepsilon _{xx}} je poměrné délkové přetvoření, {\displaystyle \gamma _{xz}} je poměrné zkosení, {\displaystyle q} je spojité příčné zatížení nosníku, {\displaystyle \rho } je hustota materiálu, {\displaystyle A} je plocha průřezu a {\displaystyle L} je délka nosníku.
Pro poměrné délkové přetvoření (normálové inženýrské přetvoření) a poměrné zkosení (smykové inženýrské přetvoření) platí:
{\displaystyle \varepsilon _{xx}={\frac {\partial u(x,z,t)}{\partial x}}={\frac {\partial u_{0}(x,t)}{\partial x}}+z{\frac {\partial \varphi (x,t)}{\partial x}}}
| {\displaystyle \gamma _{xz}={\frac {\partial u(x,z,t)}{\partial z}}+{\frac {\partial w(x,t)}{\partial x}}=\varphi (x,t)+{\frac {\partial w(x,t)}{\partial x}}\,.} | \| \| \| \| \| \| \| \| | (2) |
| |                         |     |
| |                         |     |

Velikost smykového přetvoření podle Tymošenkovy teorie tedy nezávisí na poloze po průřezu nosníku.
Z rovnice (1) lze po vyjádření přetvoření pomocí posuvů a integrace per partes odvodit
| {\displaystyle {\begin{aligned}&\int \limits _{L}\int \limits _{A}\left[\sigma _{xx}{\frac {\partial (\delta u_{0})}{\partial x}}+z\sigma _{xx}{\frac {\partial (\delta \varphi )}{\partial x}}+\tau _{xz}\left(\delta \varphi +{\frac {\partial (\delta w)}{\partial x}}\right)\right]\mathrm {d} A\mathrm {d} x-\int \limits _{L}q\delta w~\mathrm {d} x+\int \limits _{L}\int \limits _{A}\rho \left({\frac {{\partial }^{2}u}{\partial t^{2}}}\delta u+{\frac {{\partial }^{2}w}{\partial t^{2}}}\delta w\right)\mathrm {d} A\mathrm {d} x=\\&\int \limits _{L}\left[N{\frac {\partial (\delta u_{0})}{\partial x}}+M{\frac {\partial (\delta \varphi )}{\partial x}}+Q\left(\delta \varphi +{\frac {\partial (\delta w)}{\partial x}}\right)\right]\mathrm {d} x-\int \limits _{L}q\delta w\mathrm {d} x+\int \limits _{L}\left(\eta {\frac {{\partial }^{2}u_{0}}{\partial t^{2}}}\delta u_{0}+J{\frac {{\partial }^{2}\varphi }{\partial t^{2}}}\delta \varphi +\eta {\frac {{\partial }^{2}w}{\partial t^{2}}}\delta w\right)\mathrm {d} x=\\&\left[N\delta u_{0}+M\delta \varphi +Q\delta w\right]_{0}^{L}+\int \limits _{L}\left(-{\frac {\partial N}{\partial x}}+\eta {\frac {{\partial }^{2}u_{0}}{\partial t^{2}}}\right)\delta u_{0}~\mathrm {d} x+\int \limits _{L}\left(-{\frac {\partial M}{\partial x}}+Q+J{\frac {{\partial }^{2}\varphi }{\partial t^{2}}}\right)\delta \varphi \mathrm {d} x+\int \limits _{L}\left(-{\frac {\partial Q}{\partial x}}-q+\eta {\frac {{\partial }^{2}w}{\partial t^{2}}}\right)\delta w\mathrm {d} x=0\,,\end{aligned}}} | \| \| \| \| \| \| \| \| | (3) |
| |                         |     |
| |                         |     |

kde
{\displaystyle N=\int \limits _{A}\sigma _{xx}\mathrm {d} A}
je osová síla,
{\displaystyle M=\int \limits _{A}z\sigma _{xx}\mathrm {d} A}
je ohybový moment kolem osy y,
{\displaystyle Q=\int \limits _{A}\tau _{xz}\mathrm {d} A}
je posouvající (smyková) síla,
{\displaystyle \eta =\int \limits _{A}\rho \mathrm {d} A}

Znaménková konvence – část nosníku vymezená dvěma nekonečně blízkými průřezy a) výchozí stav, b) deformovaný stav.

je hmotnost nosníku připadající na jednotku délky,
{\displaystyle J=\int \limits _{A}\rho z^{2}\mathrm {d} A}
je moment setrvačnosti průřezu kolem osy {\displaystyle y}, a platí, že osa nosníku prochází těžišti průřezů nosníku, tj. že
{\displaystyle \int \limits _{L}\left({\frac {{\partial }^{2}u_{0}}{\partial t^{2}}}\delta \varphi \int \limits _{A}z\rho \mathrm {d} A\right)\mathrm {d} x=\int \limits _{L}\left({\frac {{\partial }^{2}\varphi }{\partial t^{2}}}\delta u_{0}\int \limits _{A}z\rho \mathrm {d} A\right)\mathrm {d} x=0\,.}
Z rovnice (3) , která musí platit pro libovolné geometricky přípustné posuvy {\displaystyle \delta u_{0}} a {\displaystyle \delta w} a natočení {\displaystyle \delta \varphi }, pak vyplývá soustava diferenciálních rovnic popisujících kmitání nosníku
| {\displaystyle {\frac {\partial N}{\partial x}}=\eta {\frac {{\partial }^{2}u_{0}}{\partial t^{2}}}} | \| \| \| \| \| \| \| \| | (4) |
| |                         |     |
| |                         |     |

| {\displaystyle {\frac {\partial M}{\partial x}}-Q=J{\frac {{\partial }^{2}\varphi }{\partial t^{2}}}} | \| \| \| \| \| \| \| \| | (5) |
| |                         |     |
| |                         |     |
| {\displaystyle {\frac {\partial Q}{\partial x}}+q=\eta {\frac {{\partial }^{2}w}{\partial t^{2}}}} | \| \| \| \| \| \| \| \| | (6) |
| |                         |     |
| |                         |     |

a okrajové podmínky, které musí být specifikovány na obou koncích nosníku:
{\displaystyle N}, nebo {\displaystyle u_{0}}, {\displaystyle M}, nebo {\displaystyle \varphi } a {\displaystyle Q}, nebo {\displaystyle w}.
Rovnice (5) a (6) lze převést na jedinou parciální diferenciální rovnici
| {\displaystyle {\frac {\partial ^{2}M}{\partial x^{2}}}+q={\frac {\partial }{\partial x}}\left(J{\frac {{\partial }^{2}\varphi }{\partial t^{2}}}\right)+\eta {\frac {{\partial }^{2}w}{\partial t^{2}}}\,.} | \| \| \| \| \| \| \| \| | (7) |
| |                         |     |
| |                         |     |

### Homogenní izotropní nosník
V případě homogenního nosníku z lineárně elastického izotropního materiálu lze s pomocí Hookova zákona vyjádřit osovou sílu, ohybový moment a posouvající sílu následujícím způsobem
{\displaystyle N=\int \limits _{A}\sigma _{xx}\mathrm {d} A=\int \limits _{A}E\varepsilon _{xx}\mathrm {d} A=\int \limits _{A}E{\frac {\partial u_{0}}{\partial x}}\mathrm {d} A+\int \limits _{A}zE{\frac {\partial \varphi }{\partial x}}\mathrm {d} A=EA{\frac {\partial u_{0}}{\partial x}}}
{\displaystyle M=\int \limits _{A}z\sigma _{xx}\mathrm {d} A=\int \limits _{A}zE\varepsilon _{xx}\mathrm {d} A=\int \limits _{A}zE{\frac {\partial u_{0}}{\partial x}}\mathrm {d} A+\int \limits _{A}z^{2}E{\frac {\partial \varphi }{\partial x}}\mathrm {d} A=EI{\frac {\partial \varphi }{\partial x}}}
{\displaystyle Q=\int \limits _{A}\tau _{xz}\mathrm {d} A=\kappa \int \limits _{A}G\gamma _{xz}\mathrm {d} A=\kappa \int \limits _{A}G\left(\varphi +{\frac {\partial w}{\partial x}}\right)\mathrm {d} A=\kappa AG\left(\varphi +{\frac {\partial w}{\partial x}}\right)\,,}
kde {\displaystyle E} je Youngův modul (modul pružnosti v tahu), {\displaystyle G} je modul pružnosti ve smyku,
{\displaystyle I=\int \limits _{A}z^{2}\mathrm {d} A}
je kvadratický modul průřezu a {\displaystyle \kappa } je opravný smykový součinitel upravující vztah mezi smykovým přetvořením {\displaystyle \gamma _{xz}}, které má dle předpokladů Tymošenkovy teorie po průřezu nosníku neměnnou hodnotu (viz (2)), a posouvající silou {\displaystyle Q}. Korekční součinitel byl zaveden, protože skutečné rozložení smykového napětí po průřezu nosníku je nerovnoměrné, a tudíž velikost posouvající síly určená pomocí Hookova zákona z velikosti smykového přetvoření, u kterého je předpokládáno, že je po průřezu konstantní, by neodpovídala skutečnosti.

#### Kmitání nosníku
Řídicí diferenciální rovnice (4)-(6) pak mohou být vyjádřeny ve tvaru
| {\displaystyle {\frac {\partial }{\partial x}}\left(EA{\frac {\partial u_{0}}{\partial x}}\right)=\eta {\frac {{\partial }^{2}u_{0}}{\partial t^{2}}}} | \| \| \| \| \| \| \| \| | (8) |
| |                         |     |
| |                         |     |

| {\displaystyle {\frac {\partial }{\partial x}}\left(EI{\frac {\partial \varphi }{\partial x}}\right)-\kappa AG\left(\varphi +{\frac {\partial w}{\partial x}}\right)=J{\frac {{\partial }^{2}\varphi }{\partial t^{2}}}} | \| \| \| \| \| \| \| \| | (9) |
| |                         |     |
| |                         |     |

| {\displaystyle {\frac {\partial }{\partial x}}\left[\kappa AG\left(\varphi +{\frac {\partial w}{\partial x}}\right)\right]+q=\eta {\frac {{\partial }^{2}w}{\partial t^{2}}}\,.} | \| \| \| \| \| \| \| \| | (10) |
| |                         |      |
| |                         |      |

Je zřejmé, že rovnici (8) lze řešit nezávisle na rovnicích (9) a (10).
U nosníku s konstantním průřezem lze rovnice (9) a (10), za předpokladu dostatečné hladkosti všech jejich členů, převést na jedinou rovnici
{\displaystyle EI{\frac {\partial ^{4}w}{\partial x^{4}}}-\left(J+{\frac {EI\eta }{\kappa AG}}\right){\frac {\partial ^{4}w}{\partial x^{2}\partial t^{2}}}+{\frac {J\eta }{\kappa AG}}{\frac {\partial ^{4}w}{\partial t^{4}}}+\eta {\frac {\partial ^{2}w}{\partial t^{2}}}=q+{\frac {J}{\kappa AG}}{\frac {\partial ^{2}q}{\partial t^{2}}}-{\frac {EI}{\kappa AG}}{\frac {\partial ^{2}q}{\partial x^{2}}}\,,}
respektive
| {\displaystyle {\frac {\partial ^{4}w}{\partial x^{4}}}-{\frac {1}{c_{\mathrm {L} }^{2}}}\left(1+{\frac {E}{\kappa G}}\right){\frac {\partial ^{4}w}{\partial x^{2}\partial t^{2}}}+{\frac {\rho }{c_{\mathrm {L} }^{2}\kappa G}}{\frac {\partial ^{4}w}{\partial t^{4}}}+{\frac {A}{c_{\mathrm {L} }^{2}I}}{\frac {\partial ^{2}w}{\partial t^{2}}}={\frac {q}{EI}}+{\frac {1}{c_{\mathrm {L} }^{2}\kappa AG}}{\frac {\partial ^{2}q}{\partial t^{2}}}-{\frac {1}{\kappa AG}}{\frac {\partial ^{2}q}{\partial x^{2}}}\,,} | \| \| \| \| \| \| \| \| | (11) |
| |                         |      |
| |                         |      |

kde
{\displaystyle c_{\mathrm {L} }={\sqrt {\frac {E}{\rho }}}}
je rychlost šíření podélné vlny.
Rovnici (11) lze rovněž vyjádřit ve tvaru
| {\displaystyle \left({\frac {\partial ^{2}}{\partial x^{2}}}-{\frac {1}{c_{\mathrm {L} }^{2}}}{\frac {\partial ^{2}}{\partial t^{2}}}\right)\left({\frac {\partial ^{2}}{\partial x^{2}}}-{\frac {1}{c_{\mathrm {S} }^{2}\kappa }}{\frac {\partial ^{2}}{\partial t^{2}}}\right)w+{\frac {A}{c_{\mathrm {L} }^{2}I}}{\frac {\partial ^{2}w}{\partial t^{2}}}={\frac {q}{EI}}+{\frac {1}{c_{\mathrm {L} }^{2}\kappa AG}}{\frac {\partial ^{2}q}{\partial t^{2}}}-{\frac {1}{\kappa AG}}{\frac {\partial ^{2}q}{\partial x^{2}}}\,,} | \| \| \| \| \| \| \| \| | (12) |
| |                         |      |
| |                         |      |

kde
{\displaystyle c_{\mathrm {S} }={\sqrt {\frac {G}{\rho }}}}
je rychlost šíření smykové vlny.
Za stejných předpokladů jako při odvození rovnice (11), lze rovnice (9) a (10) převést na rovnici
{\displaystyle {\frac {\partial ^{4}\varphi }{\partial x^{4}}}-{\frac {1}{c_{\mathrm {L} }^{2}}}\left(1+{\frac {E}{\kappa G}}\right){\frac {\partial ^{4}\varphi }{\partial x^{2}\partial t^{2}}}+{\frac {\rho }{c_{\mathrm {L} }^{2}\kappa G}}{\frac {\partial ^{4}\varphi }{\partial t^{4}}}+{\frac {A}{c_{\mathrm {L} }^{2}I}}{\frac {\partial ^{2}\varphi }{\partial t^{2}}}=-{\frac {1}{EI}}{\frac {\partial q}{\partial x}}\,,}
která je pro {\displaystyle q=0} formálně totožná s (11).

##### Disperze vlnění
Postupující harmonické vlnění lze popsat vztahem
| {\displaystyle w(x,t)=D\cos \left[k\left(x-ct\right)\right]=D\cos \left(kx-\omega t\right)\,,} | \| \| \| \| \| \| \| \| | (13) |
|                                                                                                |                         |      |
|                                                                                                |                         |      |

kde {\displaystyle D} je amplituda kmitání, {\displaystyle c} je rychlost šíření vlnění (fázová rychlost), {\displaystyle \omega } je úhlová frekvence a {\displaystyle k} je vlnové číslo, pro něž platí
{\displaystyle k={\frac {2\pi }{\lambda }}={\frac {\omega }{c}}\,,}
kde {\displaystyle \lambda } označuje vlnovou délku.
Dosadí-li se vztah (13) do rovnice (12) a předpokládá-li se, že {\displaystyle q=0} a {\displaystyle D\neq 0}, pak musí platit
{\displaystyle \left(-k^{2}+{\frac {\omega ^{2}}{c_{\mathrm {L} }^{2}}}\right)\left(-k^{2}+{\frac {\omega ^{2}}{\kappa c_{\mathrm {S} }^{2}}}\right)-{\frac {A\omega ^{2}}{Ic_{\mathrm {L} }^{2}}}=\left(-k^{2}+{\frac {k^{2}c^{2}}{c_{\mathrm {L} }^{2}}}\right)\left(-k^{2}+{\frac {k^{2}c^{2}}{\kappa c_{\mathrm {S} }^{2}}}\right)-{\frac {Ak^{2}c^{2}}{Ic_{\mathrm {L} }^{2}}}=0\,.}
Odtud lze odvodit vztah pro rychlost šíření vlnění ve tvaru
{\displaystyle c_{1,2}={\sqrt {\frac {\left(\kappa c_{\mathrm {S} }^{2}+c_{\mathrm {L} }^{2}+{\frac {\kappa c_{\mathrm {S} }^{2}A}{k^{2}I}}\right)\pm {\sqrt {\left(\kappa c_{\mathrm {S} }^{2}+c_{\mathrm {L} }^{2}+{\frac {\kappa c_{\mathrm {S} }^{2}A}{k^{2}I}}\right)^{2}-4\kappa c_{\mathrm {S} }^{2}c_{\mathrm {L} }^{2}}}}{2}}}\,.}
Rychlost šíření vlnění je tedy závislá na vlnové délce – dochází k disperzi vlnění. Pro vlnové délku blížící se v limitě nule je rychlost šíření vlnění konečná, čímž se Timošenkova teorie liší od teorie Eulerovy-Bernoulliho. To platí i pro grupovou rychlost. Z výše uvedeného vztahu je také patrné, že existují dva typy vlnění, které se šiří různou rychlostí.

#### Statický ohyb
V případě statického ohybu lze rovnice (9) a (10) převést na rovnice vhodnější pro řešení
| {\displaystyle {\frac {\partial ^{2}}{\partial x^{2}}}\left(EI{\frac {\partial \varphi }{\partial x}}\right)=-q} | \| \| \| \| \| \| \| \| | (14) |
| |                         |      |
| |                         |      |

| {\displaystyle {\frac {\partial w}{\partial x}}=-\varphi +{\cfrac {1}{\kappa AG}}{\frac {\partial }{\partial x}}\left(EI{\frac {\partial \varphi }{\partial x}}\right)\,.} | \| \| \| \| \| \| \| \| | (15) |
| |                         |      |
| |                         |      |

U nosníku s konstantním průřezem lze pak psát
{\displaystyle {\frac {\partial ^{4}w}{\partial x^{4}}}={\frac {q}{EI}}-{\frac {1}{\kappa AG}}{\frac {\partial ^{2}q}{\partial x^{2}}}\,.}

##### Příklad – vetknutý nosník s konstantním spojitým zatížením

Vetknutý nosník s konstantním spojitým zatížením.

Pro vetknutý nosník (konzolu) s konstantním průřezem, který je vystavený spojitému konstantnímu svislému zatížení, lze integrací rovnic (14) a (15) při užití okrajových podmínek
{\displaystyle w(L)=\varphi (L)=M(0)=Q(0)=0}
získat řešení
{\displaystyle \varphi ={\frac {q}{6EI}}\left(L^{3}-x^{3}\right),}
{\displaystyle w={\frac {q}{2\kappa AG}}\left(L^{2}-x^{2}\right)+{\frac {qx}{24EI}}\left(x^{3}-4L^{3}\right)+{\frac {qL^{4}}{8EI}}\,.}
Maximální průhyb lze vyjádřit ve tvaru
{\displaystyle w_{\max }={\frac {qL^{2}}{2\kappa AG}}+{\frac {qL^{4}}{8EI}}={\frac {qL^{4}}{8EI}}\left(1+{\frac {4EI}{\kappa AGL^{2}}}\right)=w_{\max ,\mathrm {E-B} }\left(1+{\frac {4EI}{\kappa AGL^{2}}}\right),}
kde člen v závorce představuje součinitel zpřesňující hodnotu průhybu získanou pomocí klasické Eulerovy-Bernoulliho teorie.
Pro nosník s obdélníkovým průřezem pak lze psát
{\displaystyle w_{\max }={\frac {3qL^{4}}{2Ebh^{3}}}\left(1+{\frac {1}{3\kappa }}{\frac {E}{G}}{\frac {h^{2}}{L^{2}}}\right),}
kde {\displaystyle b} je šířka a {\displaystyle h} výška průřezu. Obdobný vztah platí i pro nosník z ortotropního materiálu, jehož hlavní materiálová osa je rovnoběžná s osou nosníku. Z uvedeného vztahu je zřejmé, že vliv smykové deformace se výrazněji projeví u krátkých nosníků či nosníků z materiálů, jejichž modul pružnosti ve smyku je výrazně menší než modul pružnosti v tahu.

## Opravný smykový součinitel
Opravný smykový součinitel formálně udává poměr mezi rovnoměrnou poměrnou příčnou smykovou deformací nosníku, dle předpokladů Tymošenkovy teorie, a velikostí posouvající síly
{\displaystyle \kappa ={\frac {Q}{\left(\varphi +{\frac {\partial w}{\partial x}}\right)\int \limits _{A}G\mathrm {d} A}}={\frac {Q}{\gamma _{xz,\mathrm {Tymo{\check {s}}enko} }\int \limits _{A}G\mathrm {d} A}}\,,}
přičemž pro {\displaystyle \kappa =\infty } Tymošenkova teorie odpovídá Rayleighově teorii kmitání nosníku. Pokud se nejedná o rovinný ohyb nosníku, je zapotřebí znát alespoň dva obecně různé korekční součinitele.
Někdy se pojem opravný smykový součinitel užívá pro jeho převrácenou hodnotu, tj.
{\displaystyle \kappa ^{*}={\frac {1}{\kappa }}\,,}
viz např. .
Opravný smykový součinitel lze chápat jako nástroj pro úpravu předpovědí chování nosníků dle Tymošenkovy teorie tak, aby co nejlépe odpovídaly výsledkům experimentů, či předpovědím dle přesnějších teorií. Velikost součinitele obecně závisí na tvaru a velikosti průřezu, materiálových vlastnostech, zatížení a okrajových podmínkách nosníku a frekvenci kmitání nosníku.
Výpočtové postupy jsou založeny na různých principech, např.:
- Velikost součinitele je určena z Žuravského vztahu pro smykové napětí na ose nosníku, tedy vztahu mezi posouvající silou a smykovým napětím, a Hookova zákona, pomocí něhož lze smykové napětí převést na smykové přetvoření[12][14][24].
- Velikost součinitele je určena z podmínky ekvivalence deformační energie určené pomocí součinu posouvající síly a smykového přetvoření a deformační energie určené integrací po průřezu nosníku součinu smykového napětí podle Žuravského vztahu a jemu odpovídajícího smykového přetvoření[25][26][27].
- Velikost součinitele vyplývá ze vztahu mezi vlastní frekvencí ohybového kmitání nosníku (dle Tymošenkovy teorie) a vlastní frekvence kmitání nosníku dle teorie pro popis kmitání dvojrozměrného kontinua (exaktní řešení – podmínka rovinného napětí, či přetvoření) či trojrozměrného kontinua (kruhový průřez nosníku – přibližné řešení)[28].
- Velikost součinitele vyplývá ze srovnání hodnoty nejnižší vlastní frekvence kmitání nosníku při které je průhyb nosníku {\displaystyle w} nulový (tzv. smykový mód kmitání) s vlastní frekvencí kmitání dvojrozměrného kontinua, u něhož je povolen pouze posuv ve směry osy nosníku a platí, že povrch nosníku je nezatížený[29].
- Velikost součinitele vyplývá ze vztahu mezi průměrným smykovým přetvořením po průřezu nosníku a posouvající silou, přičemž hodnota přetvoření je určena z exaktního analytického řešení pro napětí po průřezu vetknutého nosníku zatíženého osamělou silou či konstantním spojitým zatížením. Pro daný tvar průřezu je potřeba znát harmonickou funkci popisující borcení průřezu při kroucení nosníku[15].
- Velikost součinitele je určena z podmínky ekvivalence deformační energie určené pomocí součinu posouvající síly a smykového přetvoření a deformační energie odpovídající smykovému napětí, které se určí ze známých napětí dle předpokladů Eulerovy-Bernoulliho teorie ohybu nosníku a podmínek rovnováhy nekonečně malého elementu nosníku. Z toho plyne potřeba najít řešení Poissonovy rovnice stejného typu jako u Saint-Venantovy teorie krutu[19][22].

| Průřez                      | Součinitel |
| --------------------------- | --- |
| Obdélník                    | {\displaystyle {\frac {10(1+\nu )}{12+11\nu }}} |
| Kruh                        | {\displaystyle {\frac {6(1+\nu )}{7+6\nu }}} |
| Elipsa                      | {\displaystyle {\frac {12(1+\nu )a^{2}(3a^{2}+b^{2})}{(40+37\nu )a^{4}+(16+10\nu )a^{2}b^{2}+\nu b^{4}}}} |
| Půlkruh                     | {\displaystyle {\frac {1+\nu }{1.305+1.273\nu }}} |
| Plnostěnná trubka           | {\displaystyle {\frac {6(1+\nu )(1+m^{2})^{2}}{(7+6\nu )(1+m^{2})^{2}+(20+12\nu )m^{2}}}}, kde {\displaystyle m={\frac {b}{a}}} |
| Tenkostěnná trubka          | {\displaystyle {\frac {2(1+\nu )}{4+3\nu }}} |
| Tenkostěnný uzavřený profil | {\displaystyle {\frac {20(1+\nu )}{48+39\nu }}} |
| Uzavřený profil             | {\displaystyle {\frac {10(1+\nu )(1+3m)^{2}}{(12+72m+150m^{2}+90m^{3})+\nu (11+66m+135m^{2}+90m^{3})+10n^{2}((3+\nu )m+3m^{2})}}}, kde {\displaystyle m={\frac {bt_{1}}{ht_{2}}}} a {\displaystyle n={\frac {b}{h}}}                       |
| Profil I                    | {\displaystyle {\frac {10(1+\nu )(1+3m)^{2}}{(12+72m+150m^{2}+90m^{3})+\nu (11+66m+135m^{2}+90m^{3})+30n^{2}(m+m^{2})+5\nu n^{2}(8m+9m^{2})}}}, kde {\displaystyle m={\frac {2bt_{1}}{ht_{2}}}} a {\displaystyle n={\frac {b}{h}}}         |
| Profil T                    | {\displaystyle {\frac {10(1+\nu )(1+4m)^{2}}{(12+96m+276m^{2}+192m^{3})+\nu (11+88m+248m^{2}+216m^{3})+30n^{2}(m+m^{2})+10\nu n^{2}(4m+5m^{2}+m^{3})}}}, kde {\displaystyle m={\frac {bt_{1}}{ht_{2}}}} a {\displaystyle n={\frac {b}{h}}} |

| Reference                       | Beamsection rectangle | Kruh                                                        |
| ------------------------------- | --- | ----------------------------------------------------------- |
| Tymošenko (1916)                | {\displaystyle {\frac {2}{3}}\approx 0.667} | {\displaystyle {\frac {3}{4}}}                              |
| Tymošenko (1922), Kaneko (1975) | {\displaystyle {\frac {10(1+\nu )}{12+11\nu }}} | {\displaystyle {\frac {6(1+\nu )^{2}}{7+12\nu +4\nu ^{2}}}} |
| Goens(1931) podle Föppla        | {\displaystyle {\frac {5}{6}}\approx 0.833} | {\displaystyle {\frac {9}{10}}}                             |
| Mindlin (1953)                  | {\displaystyle {\frac {\pi ^{2}}{12}}\approx 0.822} | {\displaystyle 0.847}                                       |
| Renton (1991)                   | {\displaystyle {\frac {1}{{\frac {6}{5}}+\left({\frac {\nu }{1+\nu }}\right)^{2}\sum \limits _{m=0}^{\infty }\sum \limits _{n=1}^{\infty }{\frac {144\left({\frac {b}{a}}\right)^{4}}{\pi ^{6}(2m+1)^{2}n^{2}\left[(2m+1)^{2}\left({\frac {b}{2a}}\right)^{2}+n^{2}\right]}}}}}                                                                       | {\displaystyle {\frac {6(1+\nu )^{2}}{7+14\nu +8\nu ^{2}}}} |
| Pai (1999)                      | {\displaystyle {\frac {\left(1+\nu \right)^{2}a^{4}}{36\left({\frac {\left(1+\nu \right)^{2}a^{4}}{30}}+{\frac {\nu ^{2}b^{4}}{180}}-{\frac {\nu ^{2}b^{5}}{2\pi ^{5}a}}\sum \limits _{n=1}^{\infty }{\frac {1}{n^{5}}}\mathrm {tanh} \left({\frac {n\pi a}{b}}\right)\right)}}}                                                                      | {\displaystyle {\frac {6(1+\nu )^{2}}{7+14\nu +8\nu ^{2}}}} |
| Hutchinson (2001)               | {\displaystyle \kappa ={\frac {2(1+\nu )}{{\frac {9}{4a^{5}b}}C+\nu \left(1-{\frac {b^{2}}{a^{2}}}\right)}}}, kde {\displaystyle C={\frac {4}{45}}a^{3}b\left(-12a^{2}-15\nu a^{2}+5\nu b^{2}\right)+\sum \limits _{n=1}^{\infty }{\frac {16\nu ^{2}b^{5}\left(n\pi a-b\mathrm {tanh} \left({\frac {n\pi a}{b}}\right)\right)}{(n\pi )^{5}(1+\nu )}}} | {\displaystyle {\frac {6(1+\nu )^{2}}{7+12\nu +4\nu ^{2}}}} |

## Historie
Teorii kmitání nosníku, jež zohledňuje smykovou deformaci a moment setrvačnosti průřezů nosníku, publikoval v roce 1859 Jacques Antoine Charles Bresse, profesor na École nationale des ponts et chaussées. Bresse odvodil soustavu diferenciálních rovnice popisující podélné a příčné kmitání slabě zakřiveného nosníku, ale tuto teorii ve své knize nepoužil pro řešení konkrétních problémů. Bresse nezavedl pojem korekční smykový součinitel, ale pracoval s příčnou tuhostí vyjádřenou součinem Youngova modulu pružnosti, {\displaystyle E}, a blíže nespecifikovaného součinitele {\displaystyle k}.
Tymošenko publikoval svoji teorii v ruštině v roce 1916 a v angličtině v roce 1920, nicméně obvykle je citována anglická verze z roku 1921. Tymošenko se zabýval příčným kmitáním prizmatických nosníků, přičemž doplnil existující Rayleighovu teorii kmitání nosníku z roku 1877 zahrnující vliv rotační setrvačnosti průřezu nosníku o korekci na smykovou deformaci nosníku. Na příkladu vlastní frekvence kmitání nosníku s obdélníkovým průřezem a s podepřenými konci ukázal, že vliv smykové deformace na velikost vlastní frekvence je výraznější než vliv rotační setrvačnosti, přičemž oba vlivy klesají se vzrůstající vlnovou délkou a vzrůstajícím poměrem délky a výšky nosníku. Opravný smykový součinitel, označený {\displaystyle k'}, {\displaystyle \kappa '} či {\displaystyle \lambda }, Tymošenko stanovil na základě předpokladu, že smyková deformace po průřezu nosníku odpovídá smykové deformaci na ose nosníku stanovené pomocí přibližné Žuravského teorie. Tento postup je však sporný, neboť závisí na volbě vztažné osy nosníku a neposkytuje dostatečně přesné hodnoty smykové součinitele.
Ve svém článku Tymošenko Bresseho teorii nezmiňuje. Zmínku o Bresseho knize, avšak ne o Bresseho teorii, lze u Tymošenka najít v jeho pojednání o historii nauky o pružnosti a pevnosti z roku 1953.
Ve svém článku z roku 1922 se Tymošenko zabýval kmitáním nosníku s obdélníkovým průřezem, jehož tloušťka je velmi malá (stav rovinné napjatosti) nebo velmi velká (stav rovinné deformace), přičemž k nosníku přistupoval jako k dvojrozměrnému kontinuu. Odvodil vztah pro vlastní frekvenci kmitání a srovnal jej se vztahem dle teorie ze svého předcházejícího článku. Poté ještě srovnal vztah pro vlastní frekvenci kmitání válcového nosníku dle Pochhammera se vztahem pro válcový nosník dle teorie ze svého dřívějšího článku. Pochhammerův vztah je aproximací exaktního řešení problému trojrozměrného kmitání nekonečně dlouhého nosníku s kruhovým průřezem.
K popularizaci své teorie Tymošenko později přispěl svými knihami.
V anglicky psané literatuře upozornil na existenci Bresseho teorie nejpozději v roce 1893 Karl Pearson v knize A history of the theory of elasticity and of the strength of materials from Galilei to the present time. V souvislosti s Tymošenkovou teorií pak na Bresseho teorii upozornili Mindlin a Deresiewicz v roce 1953.
Korekce Eulerovy-Bernoulliho teorie zohledňující vliv smykové deformace na statický ohyb nosníku, která je identická s korekcí dle Tymošenka, byla publikována už v roce 1858 profesorem stavebního inženýrství a mechaniky na University of Glasgow Williamem Rankinem.